# Chapuis-Dornier
 (mars 2017).
Si vous disposez d'ouvrages ou d'articles de référence ou si vous connaissez des sites web de qualité traitant du thème abordé ici, merci de compléter l'article en donnant les références utiles à sa vérifiabilité et en les liant à la section « Notes et références ».
Chapuis-Dornier était un fabricant français de moteurs pour automobiles.

## Histoire
La société Chapuis-Dornier est fondée par Charles Chapuis et Charles Auguste Dornier, 2 ingénieurs bisontins qui commencent à fabriquer des moteurs à Besançon vers 1905.
Ces moteurs furent utilisés par les cyclecars et automobiles Able, Towarzystwo Budowy Samochodów AS, Benjamin, Benova, Bollack, Netter et Cie, Costruzioni Automobili Riuniti, Derby, Doriot, Flandrin et Parant, Doriot-Flandrin, Fadin, Fox, Corre La Licorne, Verza Automobili G.A.R., G.A.R., Gobron, IENA, Automobiles Induco, La Gazelle, Le Gui, Le Roll, Automobiles Madou, Société A. Marguerite, Officine Meccanica Giuseppe Meldi, Automobiles M.S., E. Nicholas & Cie, O.P., Patri, Rabœuf, Rally, Reyrol, Sidéa, Società Automobili e Motori, Paul Speidel, Société des Travaux Mécaniques et Automobiles, Tic-Tac, Tuar, Cyclecars Vaillant et Zévaco.
Les prototypes de tracteur Champeyrache produits en 1910 sont dotés de moteurs Chapuis-Dornier. De 1908 à 1912, Doriot, Flandrin & Parant construit des automobiles à moteur Chapuis-Dornier. La Wyvern Light Car produite en Grande-Bretagne de 1913 à 1914 est équipée de moteurs 4 cylindres Chapuis-Dornier. De 1913 à 1914, le modèle de voitures Alatac produit par la société belge Automobiles Catala est équipée de moteurs monobloc Chapuis-Dornier. En 1915, l'entreprise britannique Viceroy produit une voiture légère équipée de moteurs 4 cylindres Chapuis-Dornier. En 1923, juste avant leur disparition, les cyclecars GN sont équipés de moteurs Chapuis-Dornier. De 1924 à 1926, la société Voiturettes Automobiles A.S. produit le modèle de voitures sportives A.S. à 17.000 francs et équipées de moteurs Chapuis-Dornier.
Entre 1919 et 1921, Chapuis-Dornier présenta un prototype d'automobile, mais il ne fut pas produit en grande série,,,,.
En 1925, le pilote automobile Ramon Uribessalgo conduit une Hisparco montée d'un moteur Chapuis-Dornier lors du championnat des pilotes de cyclecars de 1925.

## Galerie

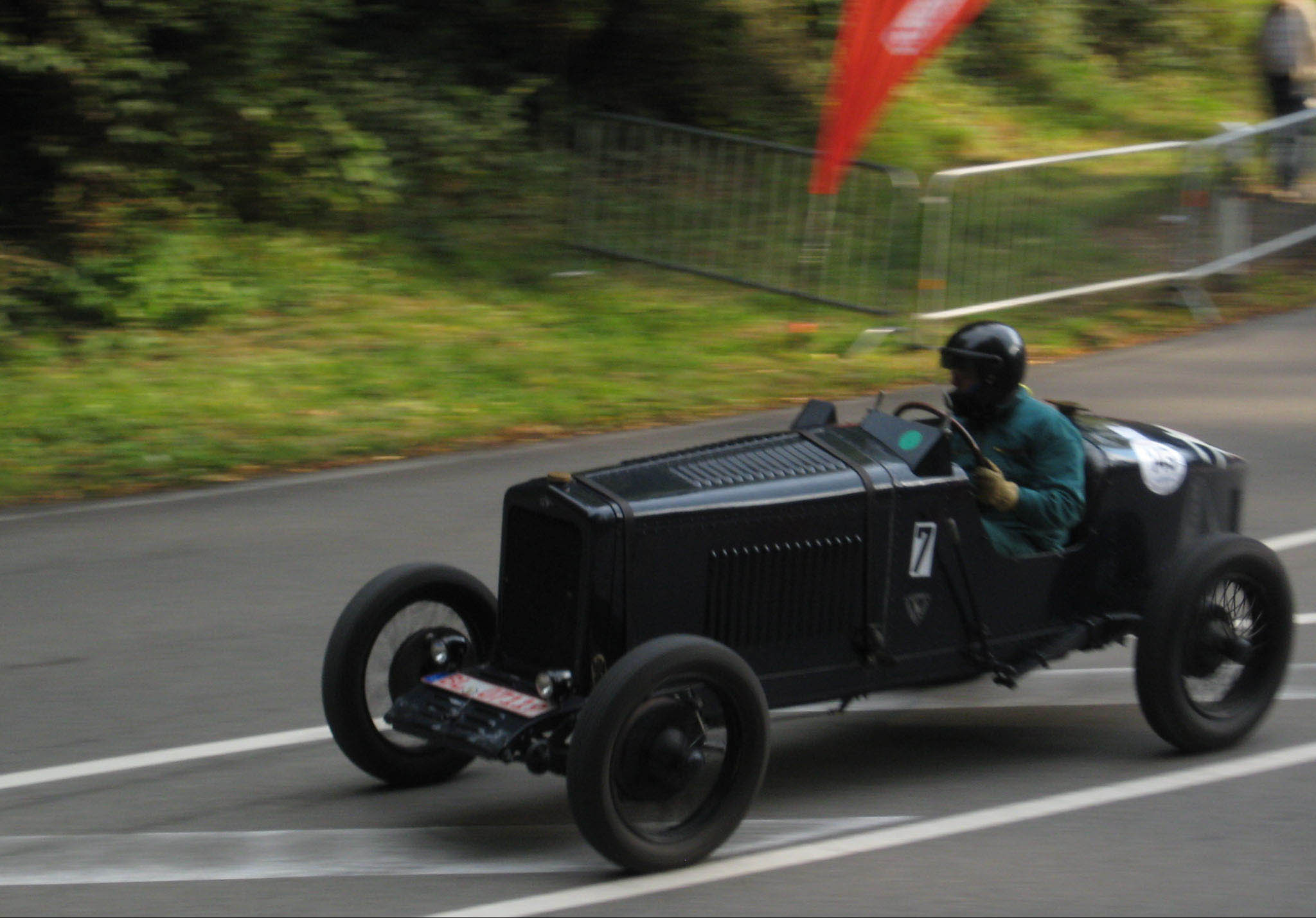
Cyclecar E.H.P BJ 1927 équipé d'un Chapuis Dornier 1 500 cm3.
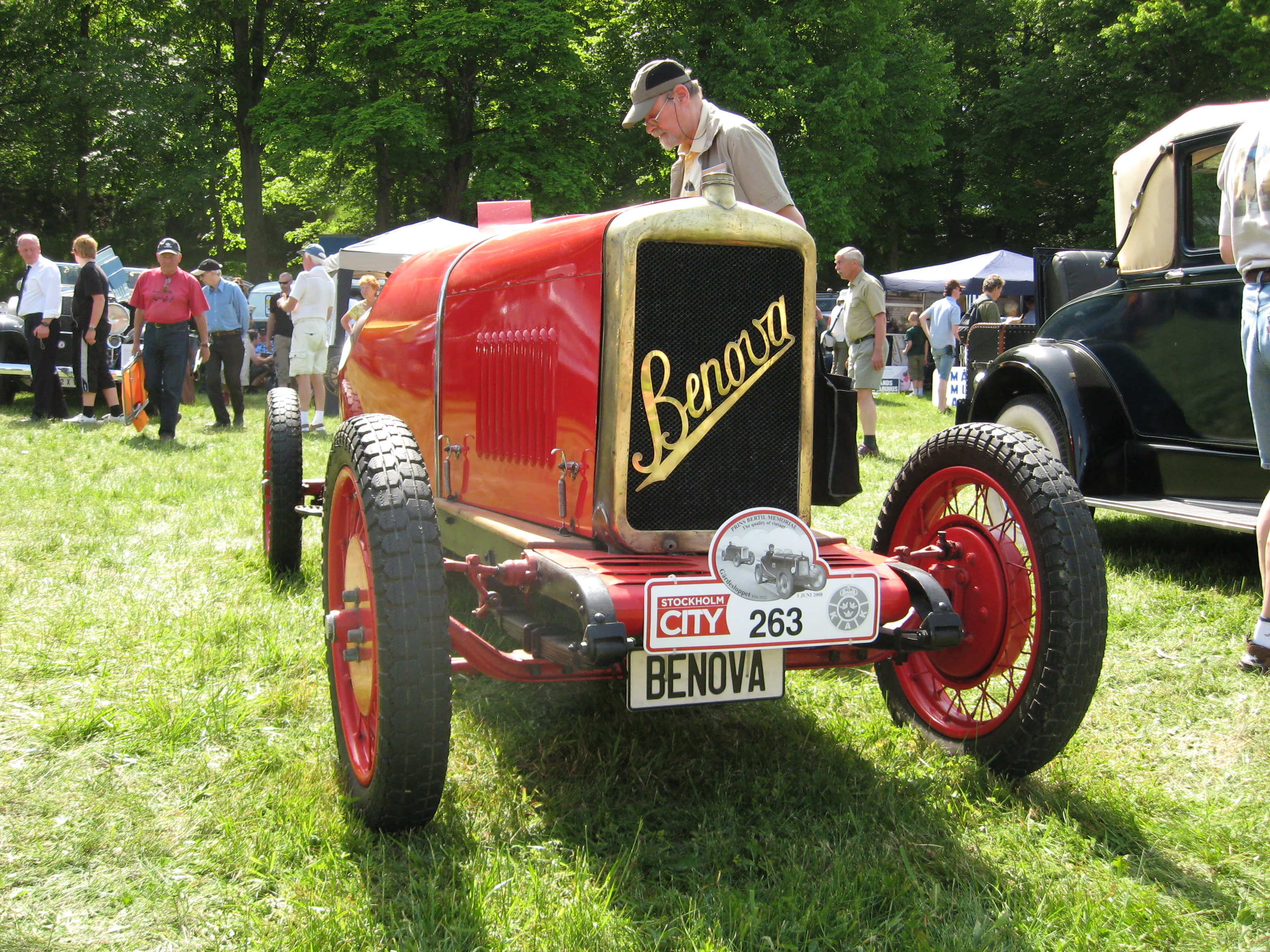
Benova 1927 équipé d'un Chapuis Dornier 1 100 cm3.